# 郷和道
郷 和道（ごう かずみち、1954年 - ）は、日本の実業家、レーシングチームのマネージャー。東京都出身。上智大学、慶應義塾大学大学院修了。2009年現在はチーム郷のチーム代表。
母方の祖父がブリヂストン創業者の石橋正二郎、父方の祖父が日清製粉専務を務めた郷隆三郎、父は三井液化ガス（現・ENEOSグローブ）相談役の郷裕弘という名門の血筋を引く。

## 略歴
上智大学卒業後ブリヂストンに就職するが、3年で退社して慶應大大学院に入りなおす。その後博報堂勤務を経て、1990年に自らのコンサルタント会社を設立。
元々1976年に初めてF1・日本グランプリが開催された際に運営事務局でアルバイトをしていたことがあったが、1996年にチーム郷を設立し、マクラーレンとの共同プロジェクトで全日本GT選手権にマクラーレン・F1 GTRで参戦したのをきっかけにモータースポーツ業界に本格的に参入する。以後テレビ朝日やアウディ等と共同で主にル・マン24時間レース参戦を主体としたレース活動を行い、2004年にアウディ・R8でル・マン24時間レース総合優勝を果たした。（詳細な活動履歴についてはチーム郷を参照のこと）

## 系譜
```
　　　　　　　　　　　　　　　　　┏━石橋　進一━━━石橋　慶一
　　　　　　　　　　　　　　　　　┃
　　　　　　　　　　　　　　　　　┃　　　　　　　　　　　　　　　┏━鳩山由紀夫
　　　　　　　　　　　　　　　　　┃　鳩山　一郎━━━鳩山威一郎　┃　　　　┃
　　　　　　　　　石橋徳次郎━━━┫　　　　　　　　　　　　┃　　┃　　　　┣━━━━━鳩山紀一郎
　　　　　　　　　　　　　　　　　┃　　　　　　　　　　　　┣━━┫　　　　┃
　　　　　　　　　　　　　　　　　┃　　　　　　　　　　　　┃　　┃　　　　幸
　　　　　　　　　　　　　　　　　┃　　　　　　　┏━━━━安子　┃
　　　　　　　　　　　　　　　　　┗━石橋正二郎━┫　　　　　　　┗━鳩山　邦夫
　　　　　　　　　　　　　　　　　　　　　　　　　┗━━━━啓子
　　　　　　　　　　　　　　　　　　　　　　　　　　　　　　┃　　┏━━郷　和道
　　　　　　　　　　　　　　　　　　　　　　　　　　　　　　┣━━┫
　　　　　　　　　　　　　　　　　　　　　　　　　　　　　　┃　　┗━━━━悦子
　　　　　　　　　　　　　　　　　　　郷　隆三郎━━━━郷  裕弘　　　　　  ┃
　　　　　　　　　　　　　　　　　　　　　　　　　　　　　　　　　　　　　　┃
　　　　　　　　　　　　　　　　　　　伊地知純正━━━━━━庸子　　　　　　┃
　　　　　　　　　　　　　　　　　　　　　　　　　　　　　　┃　　┏━宮澤　裕夫
　　　　　　　　　　　　　　　　　　　　　　　　　　　　　　┣━━┫
　　　　　　　　　　　　　　　　　　　　　　　　　　　　　　┃　　┗━━━━啓子
　　　　　　　　　　　　　　　　　　　宮澤　裕━━━━宮澤　喜一　　　　　　　
　
```